# بيللى دى وولف
بيللى دى وولف (بالإنجليزية: Billy De Wolfe)‏ هو ممثل أمريكي، ولد في 18 فبراير 1907 بكوينسي في الولايات المتحدة، وتوفي في 5 مارس 1974 بلوس أنجلوس في الولايات المتحدة بسبب سرطان الرئة.

## أعمال

### أفلام
- (1953) ادعني مدام

## وصلات خارجية
- بيللى دى وولف على موقع IMDb (الإنجليزية)
- بيللى دى وولف على موقع ميوزك برينز (الإنجليزية)
- بيللى دى وولف على موقع تيرنر كلاسيك موفيز (الإنجليزية)
- بيللى دى وولف على موقع قاعدة بيانات برودواي على الإنترنت (الإنجليزية)
- بيللى دى وولف على موقع إن إن دي بي (الإنجليزية)
- بيللى دى وولف على موقع ديسكوغز (الإنجليزية)
- بيللى دى وولف على موقع قاعدة بيانات الفيلم (الإنجليزية)